# Breaking the Silence (Skin-Album)
Breaking the Silence ist das vierte Studioalbum der britischen Hard-Rock-Band Skin. Es erschien 2010 und ist das letzte in Europa veröffentlichte Album.

## Hintergrund
Skin hatte sich 1998 aufgelöst, sich 2009 für einen Auftritt beim Download-Festival aber wieder zusammengefunden. Der Auftritt verlief so erfolgreich, dass die Gruppe ein Akustikalbum („Up Close And Personal“) veröffentlichte und beschloss, ein neues Studioalbum aufzunehmen.
Die Aufnahmen machten es erforderlich, das Dickie Fliszar, der nach der Trennung in die USA gezogen war, einflog; Andy Robbins reiste für die Aufnahmen von Irland nach Großbritannien. Fliszar und Robbins nahmen zusammen die Schlagzeug- und Bass-Spuren auf, Grey und MacDonald reisten an für sie freien Wochenenden ins Studio und nahmen ihre Parts auf.
„Breaking the Silence“ wurde ohne Unterstützung eines Musiklabels veröffentlicht und über die Website der Band verkauft. Die Produktion lag ebenfalls in den Händen der Band, die dabei von Colin McLeod unterstützt wurde, der auch schon als Studio- und Tourneemusiker mit der Gruppe gearbeitet hatte und sein Studio für die Aufnahmen zur Verfügung stellte.
Gastmusiker
- Colin McLeod: Keyboard, Hammond-Orgel
- Jackie Gilbert: Backing Vocal
- Bob Marsh: Trompete

## Titelliste
alle Songs außer „Can You Feel It?“ geschrieben von Myke Gray
1. 3:12 – Good to Be Back
2. 3:35 – Don’t Call It Love
3. 3:19 – Stronger
4. 3:23 – Can You Feel It? (Gray, MacDonald)
5. 3:46 – The Book of Your Life
6. 4:31 – When I’m with You
7. 3:06 – Trigger Inside
8. 3:08 – Indestructible
9. 4:53 – Redemption
10. 3:20 – Bad Reputation
11. 3:27 – Born to Rock & Roll